# Tjurkö
Tjurkö är en  ö som ligger sydost om Karlskrona, och ingår i Sturkö församling. Ön Tjurkö bildar tillsammans med de övriga större öarna Hasslö, Aspö, Sturkö och Senoren en ring av öar utanför Karlskrona. Bandet av öar ansågs vara en lämplig och lättförsvarad plats för en stor örlogsbas, därför anlades Karlskrona på Trossö 1680. Tjurkö har idag[när?] cirka 250 fast boende invånare.
Från 2015 avgränsar SCB två småorter på ön.

## Historia
På Tjurkö har man hittat Tjurköbrakteaten, en brakteat i guld från omkring 400 till 600 e.Kr., med runinskrift i den äldre futharken.
Tjurkö blev i slutet av 1800-talet centrum för stenhuggerinäringen i Blekinge. Graniten och gnejsen var utmärkt att göra gatsten av och folk anställdes vilket gjorde att befolkningen ökade markant på Tjurkö samt grannön Sturkö. År 1877 kom ett hundratal stenhuggarfamiljer från Bayern. Tyskarna medförde en mängd förut okända verktyg och nya arbetssätt, vilka åstadkom en betydande uppryckning av svensk granitindustri. Tjurkö blev ett slags skola för svenska stenhuggare, vilka sedan i sin tur förde med sig de nya arbetsmetoderna till andra delar av Blekinge och till Bohuslän. Tjurkö stenhuggeri var vid sekelskiftet en av landets största arbetsplatser med 2 000 anställda och de stora stenbrotten vittnar än i dag om det hårda hantverket. Stenindustrins minne finns bevarat på Tjurkö och det var här verksamheten bedrevs i stor skala. 
Genom området vid Herrgården löper nu en cirka 1,5 km lång markerad kulturstig som passerar flera anläggningar och minnesmärken. Vid Herrgården växte Stenhuggerisamhället upp med kaserner, kontor, smedja, handelsbod med mera.
Kyrkan på ön är byggd av fångar som kommenderats till stenhuggeriet i slutet av 1800-talet. Enligt sägen syns en av fångarna, Abel Andersson, på altartavlan. Han målade dit sig själv i bojor bland Jesu följeslagare.
Tjurkö har broförbindelse med Sturkö samt skärgårdsbåt på sommaren till Karlskrona. Tjurkö har ända sedan Karlskrona grundades, varit en militär befäst ö som har byggts ut efter hand. Ett flertal intakta anläggningar och fastigheter vittnar om öns militära betydelse samt närheten till Kungsholms fort strax väster om ön. På Tjurkö fanns mellan 1942 och 2002 ett tungt fast batteri som bemannades bland annat under U137-affären 1981.

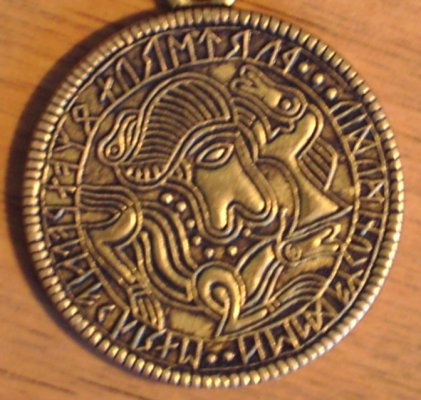
Replika av Tjurköbrakteaten.
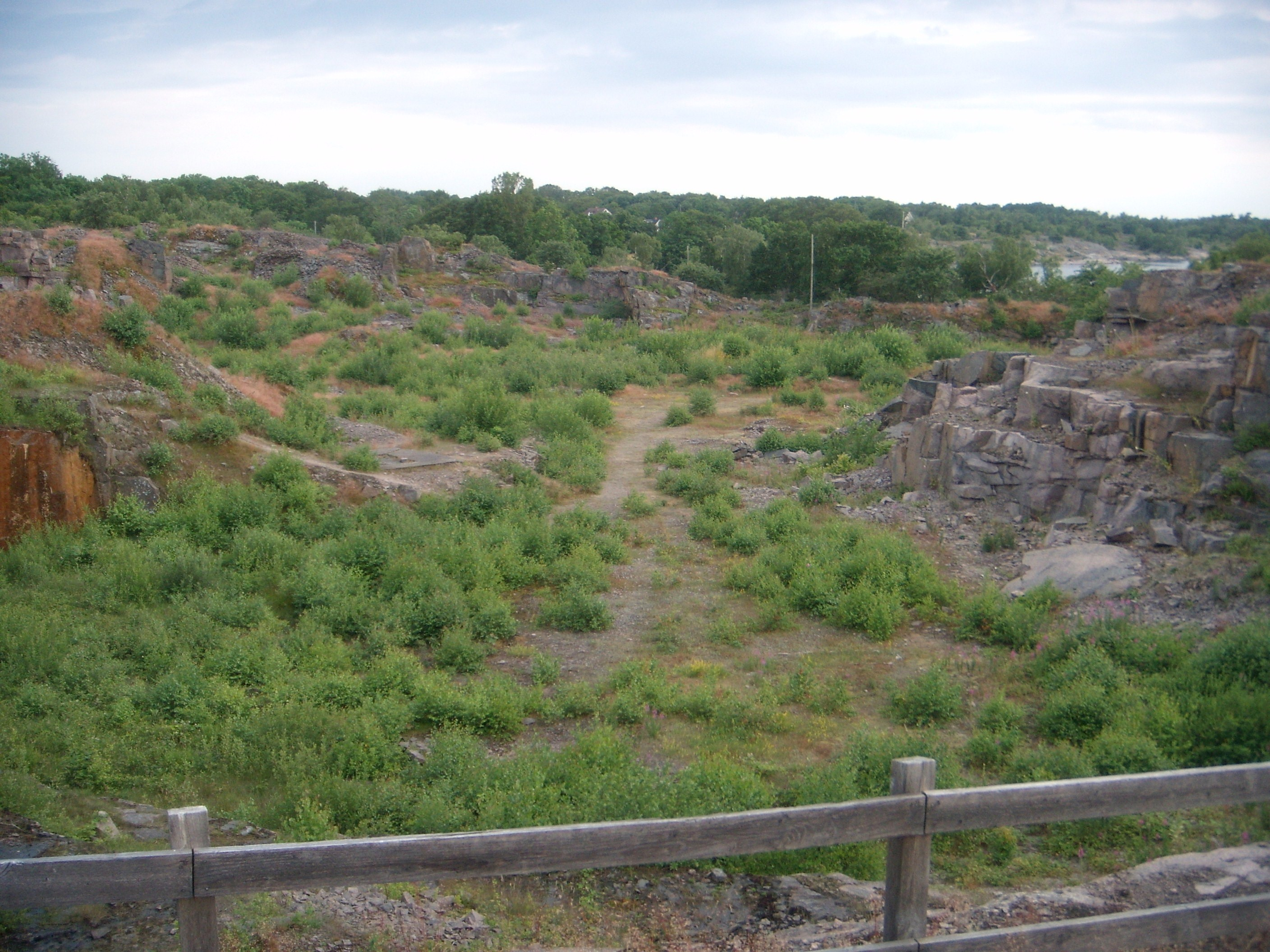
Stenbrottet i Herrgårdsviken.
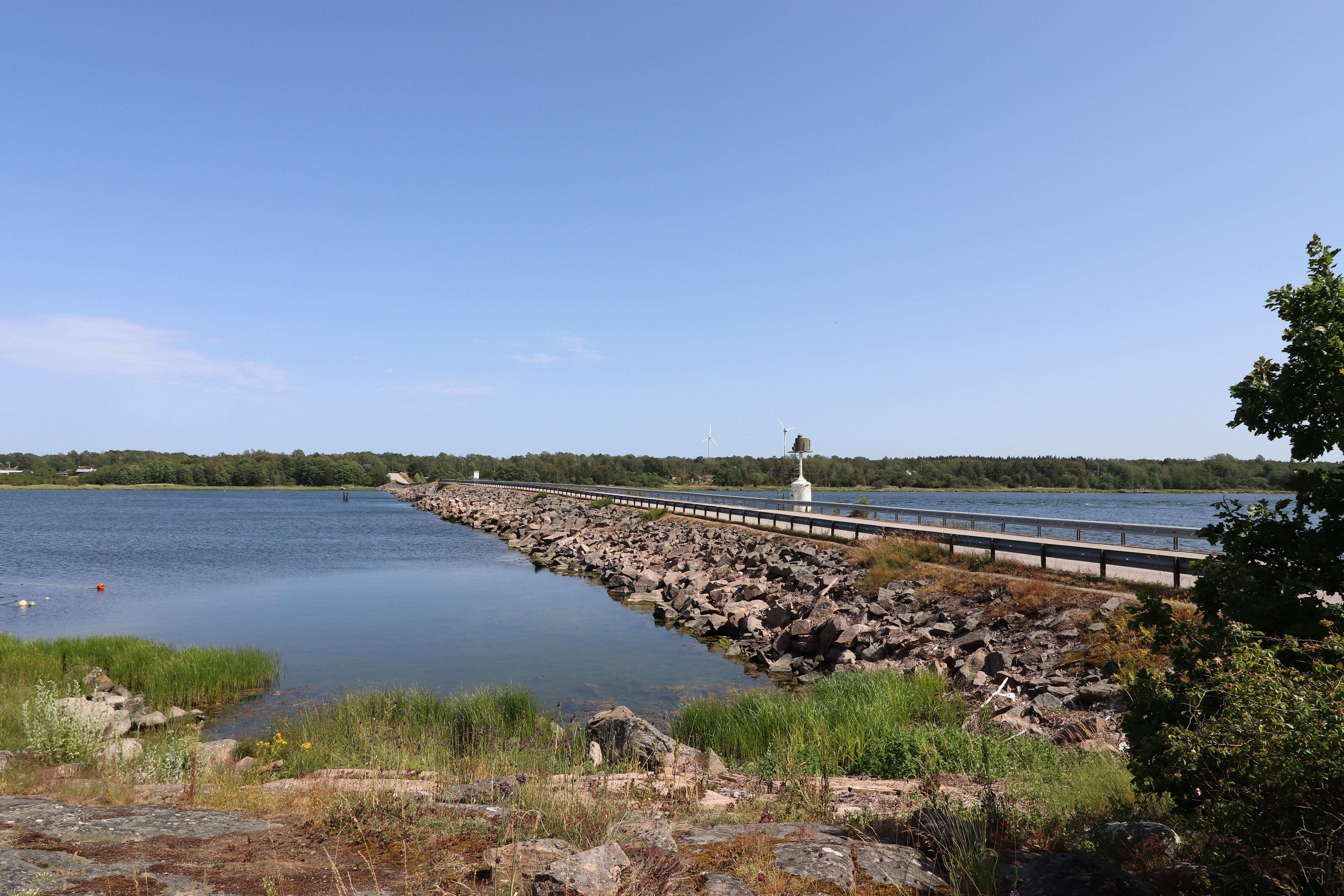
Tjurköbron
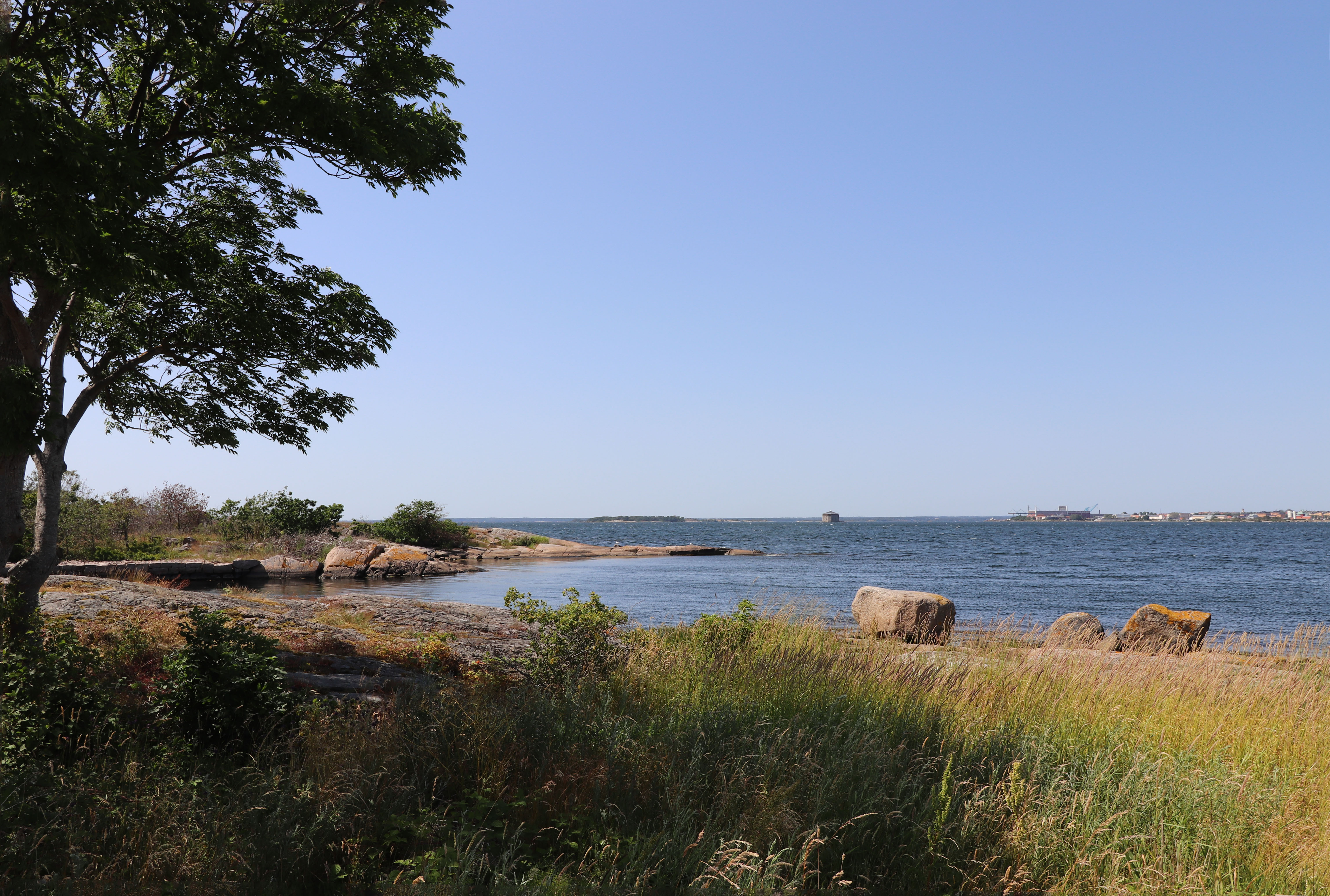
Herrgårdsviken
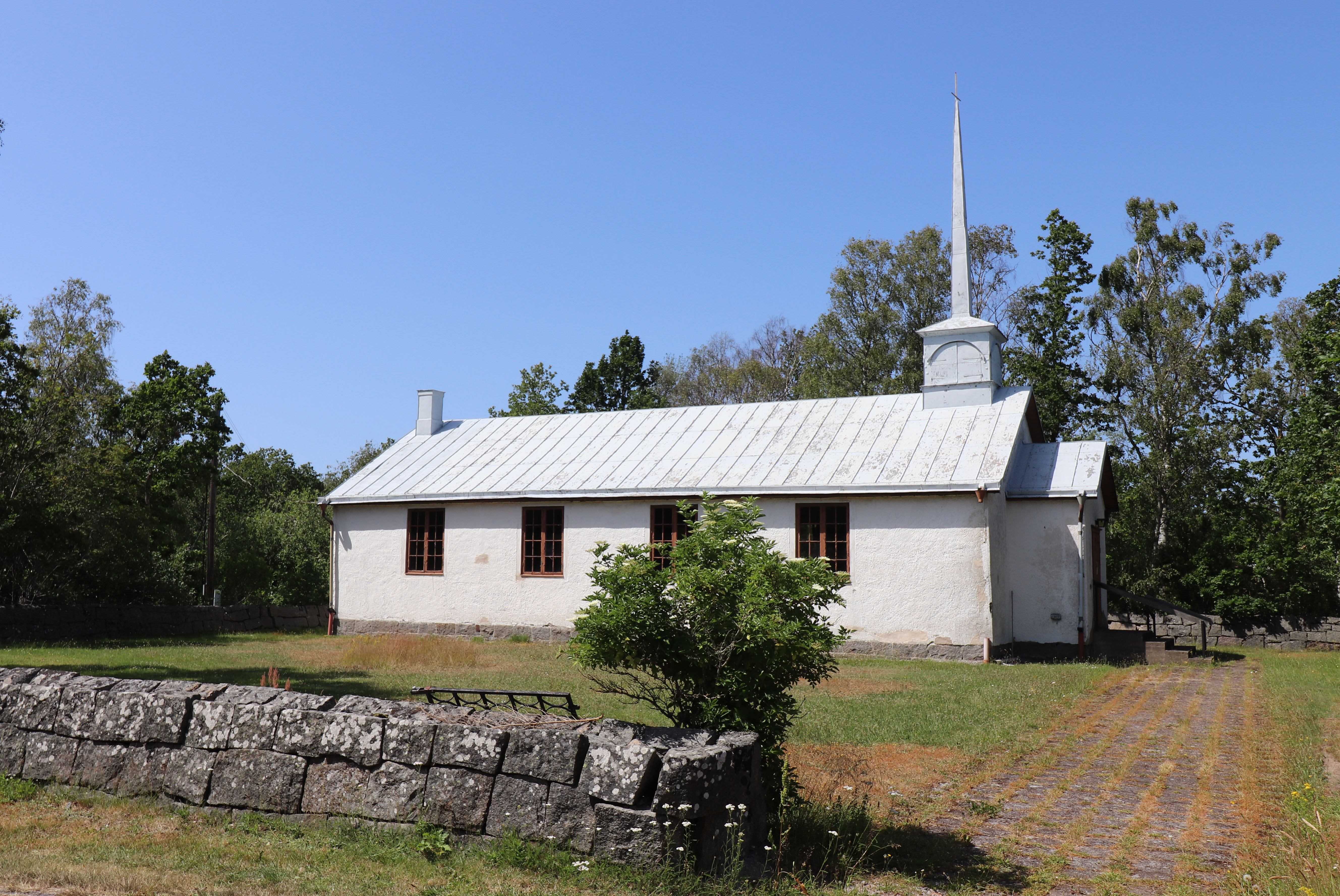
Tjurkö kyrka